# Hypnum nigricans
Hypnum nigricans là một loài Rêu trong họ Hypnaceae. Loài này được Hook. mô tả khoa học đầu tiên năm 1822.